# 加藤剛士 (キックボクサー)
加藤 剛士（かとう つよし、1986年10月29日 - ）は、日本の男性ムエタイファイター。東京都品川区東品川出身。
あだ名はツヨポンなど。
WPMF世界スーパーバンダム級王者の一戸総太と同じ、WSRウィラサクレックフェアテックスムエタイ池袋ジム所属。
元WPMF日本スーパーライト級王者。2015年9月16日のREBELS38にて不可思に防衛失敗している。
試合入場曲はECCHUのnowを使用している。

## 戦績
| キックボクシング 戦績 | キックボクシング 戦績 | キックボクシング 戦績 | キックボクシング 戦績 | キックボクシング 戦績 | キックボクシング 戦績 | キックボクシング 戦績 |
| --------------------- | --------------------- | --------------------- | --------------------- | --------------------- | --------------------- | --------------------- |
| 30 試合               | (T)KO                 | 判定                  | その他                | 引き分け              | 無効試合              |                       |
| 14 勝                 | 6                     | 8                     | 0                     | 2                     | 1                     |                       |
| 14 敗                 | 4                     | 9                     | 0                     | 2                     | 1                     |                       |

| 勝敗 | 対戦相手                                                        | 試合結果                                         | 大会名 | 開催年月日           |
| △    | 加藤渡（アブレイズキック）                                      | ドロー(1-0) ※28-27、28-28、28-28                 | M-1 フレッシュマンズvol.2 ディファ有明 | 2009年6月21日        |
| ○    | 落合淳（ヌンサヤームジム）                                      | 判定勝ち（2-0） ※ (28-28/29-28/29-28)            | REBELS ディファ有明 | 2010年1月23日        |
| ○    | 加藤港（C.M.A）                                                 | 判定勝ち（2-0） ※(29-28/29-28/28-28)             | M-1 ゴールドジム大森 | 2010年3月28日        |
| ×    | 水嶋正弥（ファイティングマスター）                              | 判定負け（0-2) ※30-29、29-28、29-29              | 2010M-1フレッシュマンズVol.2 ディファ有明 | 2010年6月6日         |
| ×    | 自演乙＠PIGU（魁塾）                                            | 1RKO負け (3ノックダウン)                         | 2010 M-1フレッシュマンズ Vol.3 ディファ有明 | 2010年9月12日        |
| ○    | 渡久山祐太(平井)                                                | 判定勝ち(3-0) ※29-27、29-28、29-28               | M-1 Next Heroes Cup 新宿FACE | 2011年4月10日        |
| ○    | 若旅慎吾（國土會）                                              | 判定勝ち（3-0）                                  | 蹴拳2 ゴールドジム大森 | 2011年5月29日        |
| ×    | 前田将貴（RIKIX）                                               | 判定負け（0-3） ※30-27、30-28、30-27             | 藤原祭り 新宿FACE スーパーライト級WPMF日本ルール 3分3R延長1R※ヒジあり | 2011年8月28日        |
| ○    | 田口真也（名古屋JKF/同級8位）                                   | 1RKO 2分30秒勝ち                                 | M-1 ディファ有明 WPMF日本ルールライト級 3分3R延長1R | 2011年11月13日       |
| ×    | 前口泰裕                                                        | 判定負け（0-3）                                  | J-NET 新宿FACE | 2012年2月19日        |
| △    | 石垣耕平                                                        | ドロー（0-1）                                    | 新日本キック 後楽園ホール | 2012年4月22日        |
| ×    | ツヨシM16ムエタイスタイル                                       | 判定負け（0-3）                                  | ムエロトーク 新宿FACE | 2012年6月17日        |
| ○    | 前田将貴                                                        | 判定勝ち（3-0）                                  | M-1 ディファ有明 | 2012年9月9日         |
| ○    | 土屋忍                                                          | 判定勝ち（2-0）                                  | 蹴拳9 ディファ有明 | 2013年2月17日        |
| ×    | 大石駿介                                                        | 判定負け（0-3）                                  | M-fight ディファ有明 | 2013年3月24日        |
| ○    | コンゲンチャイ・エスジム                                        | 1RTKO 左ストレート勝ち                           | M-fight ディファ有明 | 2013年5月26日        |
| ○    | クワンチャン・OZ                                                | 判定勝ち(2-0)                                    | M-Fight～蹴拳Prestige～ ゴールドジムサウス東京ANNEX | 2013年7月28日        |
| ×    | 高橋幸光                                                        | 判定負け（0-3）                                  | 蹴拳 ディファ有明 | 2013年10月14日       |
| ○    | MIDORI                                                          | 判定勝ち（3-0）                                  | M-fight ディファ有明 | 2014年2月1日         |
| ○    | 田中秀和                                                        | 4RTKO勝ち                                        | M-fight ディファ有明 | 2014年6月15日        |
| ○    | 加藤真也                                                        | 1RTKO勝ち                                        | BOM VI 横浜大さん橋ホール | 2014年12月7日        |
| ×    | 黒田アキヒロ                                                    | 判定負け（0-2）                                  | REBELS.33 ディファ有明 | 2015年1月25日        |
| ×    | ボーウィー・ソーウドムソン                                      | 2R45秒TKO負け                                    | ウィラサクレック・フェアテックス「WPMF JAPAN×REBELS SUK WEERASAKRECK FAIRTEX」ディファ有明                                                                                         | 2015年3月22日        |
| ×    | ゴンナパー・ウィラサクレック（タイ/WSRフェアテックス）          | 3R1分12秒 TKO負け ※左ローキック                  | ウィラサクレック・フェアテックス（WSR）「SUK WEERASAKRECK IX」 ディファ有明 | 2015年6月14日        |
| ×    | 不可思（クロスポイント大泉／5位、Bigbangライト級王者／63.45kg） | 3R 2'59" TKO負け ※不可思が新王者に ※右ストレート | REBELS 38 後楽園ホール | 2015年9月16日        |
| ○    | 獅・センチャイジム（センチャイムエタイジム）                    | ４Ｒ ＴＫＯ ※レフェリーストップ                  | MuayThaiOpen33 ＆ Lumpinee Boxing Stadium of Japanランキング査定試合 スーパーライト級 3分5R 東京・新宿FACE                                                                         | 2015年12月13日（日） |
| ×    | 恭士郎（士魂村上塾／Bigbangスーパーライト級王者）               | 判定3-0 (29-26/30-26/29-26)                      | Bigbang 統一への道 其の24 ディファ有明 | 2016年2月21日        |
| ×    | 勝次（藤本ジム/日本ライト級王者）                               | 判定3－0 (30－29、30―28、30－29)                 | 新日本キックボクシング協会「TITANS NEOS XIX」 東京・後楽園ホール | 2016年4月17日（日）  |
| ×    | ペットナリン・ソー・スパーポン（岡山ジム）                      | 判定3-0 ※50-49、50-47、49-48                     | センチャイムエタイジム 「MuayThaiOpen35 ＆ LumpineeBoxingStadium of Japan」 LPNJスーパーライト級タイトルマッチ 3分5R ※ヒジ有り 東京・ディファ有明                                  | 2016年7月17日（日）  |
| ×    | 石田勝希（RKS GYM／MA日本3位）                                  | 判定3－0()                                       | RKS GYM主催「マーシャルアーツ日本キックボクシング連盟 大阪大会」」 第17試合 ダブルメインイベント2 MA日本スーパーライト級王座決定戦 3分3R（延長1R） 和泉シティプラザ 弥生の風ホール | 2016年10月2日(日)    |
| ○    | 夢・センチャイジム（センチャイムエタイジム）                    | TKO 2R 2分39秒 ※左ヒジ→レフェリーストップ        | 「REBELS.47」 第2試合 スーパーライト級 3分3R WPMFルール 3分3R（延長1R） 東京・後楽園ホール                                                                                         | 2016年11月30日(水)   |

## 取得タイトル
- WPMF日本スーパーライト級王座

## 参照
- WSRウィラサクレックフェアテックスムエタイジム後援会
- WSRウィラサクレックフェアテックスムエタイジム池袋後援会
- 公式WSR池袋ジム
- イーファイト WSR池袋ジム
- WSRジム　フェイスブック